# (73261) 2002 JX46
(73261) 2002 JX46 – planetoida z pasa głównego asteroid okrążająca Słońce w ciągu 3,21 lat w średniej odległości 2,18 j.a. Odkryta 9 maja 2002 roku.